# Kinh tế quy mô

Kinh tế quy mô (economies of scale) hay Kinh tế bậc thang chính là chiến lược được hoạch định và sử dụng triệt để trong nhiều ngành kinh doanh; nhất là trong sản xuất. Nội dung chính là nếu sản xuất với quy mô càng lớn thì chi phí và giá thành trên một đơn vị sản phẩm sẽ càng giảm, làm gia tăng lợi nhuận và khả năng cạnh tranh.
Khái niệm này sử dụng trong quản trị chiến lược và tài chính quản trị nhằm đánh giá các tác động của việc tăng năng suất lao động, sử dụng các định phí để ra quyết định chiến lược và điều hành sản xuất.
Hình bên minh họa tính kinh tế quy mô. Trục hoành biểu diễn sản lượng, tức số lượng đơn vị sản phẩm. Trục tung thể hiện chi phí bình quân trên một đơn vị sản phẩm. Đường cong trên sơ đồ là đường chi phí bình quân dài hạn. Khi quy mô sản xuất được mở rộng để sản lượng tăng từ Q lên Q2, chi phí bình quân giảm từ C xuống C1.
Trong kinh tế học vi mô, kinh tế quy mô chính là lợi thế chi phí mà các doanh nghiệp có được nhờ vào quy mô doanh nghiệp, quy mô sản xuất hoặc quy mô hoạt động, với chi phí trên mỗi đơn vị đầu ra thường giảm đi với quy mô ngày càng tăng khi chi phí cố định được chia đều trên mỗi đơn vị đầu ra.
Thông thường, hoạt động sẽ hiệu quả hơn khi quy mô được mở rộng, đồng thời dẫn đến việc giảm các chi phí biến đổi.
Kinh tế quy mô áp dụng được cho một loạt các tình huống tổ chức kinh doanh ở các cấp độ khác nhau, chẳng hạn như một doanh nghiệp, một nhà máy hay chỉ một đơn vị sản xuất. Ví dụ, một cơ sở sản xuất lớn được kì vọng sẽ có chi phí trên mỗi đơn vị sản phẩm đầu ra thấp hơn so với một cơ sở sản xuất nhỏ hơn, với điều kiện các yếu tố khác là như nhau. Hoặc một công ty với nhiều cơ sở sản xuất nên phải có lợi thế về chi phí so với các đối thủ cạnh tranh có ít cơ sở sản xuất hơn.
Khái niệm kinh tế học này xuất phát từ Adam Smith với ý tưởng mong muốn thu được lợi nhuận sản xuất lớn hơn từ việc phân công lao động. Trong khi đó, tính phi kinh tế quy mô (diseconomies of scale) là khái niệm đối ngược với khái niệm trên.
Kinh tế quy mô thường vẫn còn một số hạn chế; ví dụ như khi vượt qua điểm tối ưu, nơi mà chi phí cho mỗi đơn vị gia tăng bắt đầu tăng lên. Một hạn chế phổ biến đối với chi phí thấp cho mỗi đơn vị trọng lượng hàng hóa đó là cung cấp hàng hóa cho thị trường vượt mức bão hòa, do đó phải vận chuyển hàng hóa tới thị trường khác xa hơn, lúc này khoảng cách vận chuyển là không kinh tế. Các hạn chế bao gồm sử dụng năng lượng không hiệu quả, hoặc là tỷ lệ khuyết tật của sản phẩm cao hơn mức bình thường.
Các hãng sản xuất lớn thường đạt hiệu quả trong dài hạn đối với một loại sản phẩm phân cấp nhất định và họ thường cảm thấy rất tốn kém khi chuyển hướng sang một phân cấp sản phẩm khác. Bởi vậy, họ thường tránh sản xuất các loại sản phẩm phân cấp đặc biệt mặc dù nó mang lại lợi nhuận cao hơn. Thường là các hãng sản xuất nhỏ (hoặc lâu năm) mới duy trì sự tồn tại của mình bằng việc chuyển đổi phân cấp sản phẩm sản xuất.

## Tổng quan
Ý nghĩa đơn giản của thuật ngữ kinh tế quy mô là làm việc hiệu quả hơn bằng cách gia tăng quy mô hoặc tốc độ hoạt động. Kinh tế quy mô thường bắt nguồn từ nguồn vốn cố định, cái mà được sẽ giảm xuống trên mỗi đơn vị sản phẩm khi quy mô hoạt động tăng lên. Trong lĩnh vực phân phối bán buôn và bán lẻ, gia tăng tốc độ hoạt động, chẳng hạn như việc thực hiện đơn hàng, giúp làm giảm chi phí cả vốn cố định lẫn vốn lưu động. Kinh tế quy mô có thể được bắt nguồn từ việc mua hàng (mua hàng số lượng lớn thông qua các hợp đồng dài hạn), việc quản lý (nâng cao chất lượng chuyên môn của các quản lý viên), tài chính (vay ngân hàng với lãi suất thấp và sử dụng nhiều loại công cụ tài chính hơn), tiếp thị (dàn trài chi phí quảng cáo trên các phương tiện truyền thông trên mỗi đơn vị đầu ra) và công nghệ (tận dụng lợi thế của hiệu suất thay đổi theo quy mô trong hàm sản xuất). Mỗi một trong các yếu tố trên đều làm giảm chi phí trung bình dài hạn của việc sản xuất bằng cách dịch chuyển đường tổng chi phí ngắn hạn xuống và đồng thời sang phải.
Kinh tế quy mô là một khái niệm thực tiễn có thể giải thích được các hiện tượng trong thực tế, chẳng hạn như xu hướng của thương mại quốc tế hoặc số lượng các hãng sản xuất có trên thị trường. Việc vận dụng khái niệm kinh tế quy mô có thể giải thích cho việc vì sao một số doanh nghiệp lại phát triển lớn mạnh trong một số ngành. Nó còn giúp giải thích cho một số chính sách tự do thương mại, vì một số nền kinh tế quy mô có thể đòi hỏi một thị trường có quy mô lớn hơn mức khả thi của thị trường trong một quốc gia cụ thể. Ví dụ, Liechtenstein sẽ không thể có ngành sản xuất xe hơi nếu ngành này chỉ bán trong thị trường nội địa - nhỏ so với mức cung của ngành. Một hãng sản xuất thì có thể thu được lợi nhuận, nhưng trường hợp có nhiều hãng thì cần phải mở rộng xuất khẩu ra thị trường nước ngoài bên cạnh việc cung cấp cho thị trường nội địa. Kinh tế quy mô còn đóng một vai trò quan trọng trong trường hợp "độc quyền tự nhiên".
Giáo sư John Seddon của Toyota Production System cho rằng việc cố gắng tạo ra tính kinh tế bằng việc gia tăng quy mô là điều bất khả thi trong lĩnh vực dịch vụ. Thay vào đấy, ông tin rằng tính kinh tế sẽ có được nhờ vào việc cải thiện dịch vụ, bằng cách thỏa mãn từ nhu cầu cơ bản cho đến nhu cầu cuối cùng của khách hàng. Trong việc cố gắng quản lý và giảm các chi phí đơn vị, các hãng lại thường làm tăng tổng chi phí từ việc tạo ra các nhu cầu không hợp lý.

## Kinh tế quy mô và hiệu suất thay đổi theo quy mô
Khái niệm kinh tế quy mô có liên quan và đôi khi còn bị nhầm lẫn với một khái niệm kinh tế học khác, gọi là hiệu suất thay đổi theo quy mô. Trong khi khái niệm kinh tế quy mô đề cập đến vấn đề chi phí của hãng thì khái niệm hiệu suất thay đổi theo quy mô lại mô tả mối quan hệ giữa đầu vào và đầu ra trong một hàm sản xuất dài hạn (các đầu vào biến đổi). Một hàm sản xuất có hiệu suất không đổi theo quy mô nếu khi tăng tất cả các đầu vào lên một tỷ lệ nhất định nào đó thì đầu ra cũng gia tăng đúng bằng mức tỷ lệ đấy. Hiệu suất giảm dần theo quy mô xảy ra khi tỷ lệ gia tăng của đầu ra nhỏ hơn tỷ lệ tăng lên của đầu vào, và hiệu suất tăng dần theo quy mô xảy ra trong trường họp ngược lại. Nếu một hàm toán học được sử dụng để biểu diễn hàm sản xuất này, và nếu hàm sản xuất đó là hàm đồng nhất, thì hiệu suất thay đổi theo quy mô được biểu diễn bởi mức độ đồng nhất của hàm toán học nói trên. Hàm sản xuất đồng nhất có hiệu suất không đổi theo quy mô là hàm đồng nhất bậc một, hiệu suất tăng dần theo quy mô được biểu diễn bởi hàm đồng nhất bậc lớn hơn một và hiệu suất giảm dần theo quy mô là hàm đồng nhất bậc bé hơn một.
Nếu một hãng là đối thủ cạnh tranh hoàn hảo trong mọi thị trường các yếu tố đầu vào, và vì thế chi phí trên mỗi đơn vị đầu vào không bị ảnh hưởng bởi số lượng mà hãng mua, thì ở một mức độ nhất định nào đó của sản lượng đầu ra, hãng đạt được tính kinh tế quy mô khi và chỉ khi hãng có hiệu suất tăng dần theo quy mô, hãng phải chịu tính phi kinh tế quy mô khi và chỉ khi hãng có hiệu suất giảm dần theo quy mô và ở trạng thái trung lập (không có tính kinh tế lẫn phi kinh tế quy mô) khi hãng có hiệu suất không đổi theo quy mô. Trong trường hợp này, với thị trường cạnh tranh hoàn hảo sản phẩm đầu ra, điểm cân bằng trong dài hạn sẽ liên quan đến tất cả các doanh nghiệp hoạt động tại điểm tối thiểu của đường chi phí trung bình dài hạn của từng hãng (tức là tại đường ranh giới giữa tính kinh tế và phi kinh tế quy mô).
Tuy nhiên, nếu hãng không phải là một đối thủ cạnh tranh hoàn hảo trong các thị trường yếu tố đầu vào thì những kết luận ở trên sẽ không còn đúng. Ví dụ, nếu có hiệu suất tăng dần theo quy mô ở một vài mức sản lượng đầu ra nào đó, nhưng ở một số thị trường đầu vào hãng lớn đến nỗi khi tăng lượng mua của một yếu tố đầu vào sẽ dẫn đến sự gia tăng của chi phí trên mỗi đơn vị, thì lúc đấy hãng sẽ phải đổi mặt với tính phi kinh tế quy mô ở các mức sản lượng đầu ra nói trên. Ngược lại, nếu hãng có thể được giảm giá số lượng lớn đối với một yếu tố đầu vào, thì hãng có thể đạt được tính kinh tế quy mô tại một vài mức sản lượng đầu ra nào đó, mặc dù hãng có hiệu suất giảm dần theo quy mô ở các mức sản lượng nói trên.
Các tài liệu cho rằng do bản chất cạnh tranh của đấu giá ngược, và để bù đắp cho mức giá cũng như lợi nhuận thấp, người bán thường hướng đến việc cung cấp hàng với số lượng lớn để duy trì hoặc gia tăng tổng doanh thu. Trong khi đó, người mua lại được hưởng lợi từ các chi phi giao dịch thấp và tính kinh tế quy mô từ việc giao dịch số lượng lớn. Bởi vậy, nhiều nghiên cứu đã chỉ ra rằng số lượng mua bán hàng hóa phải đủ lớn để tạo ra đủ lợi nhuận để thu hút các nhà cung cấp, cũng như giúp cho người mua trang trải một phần các chi phí bổ sung.
Tuy vậy, một điều đáng ngạc nhiên là nghiên cứu của Shalev và Asbjornsen, dựa trên 139 cuộc đấu giá ngược được tiến hành ở khu vực công, đã chỉ ra rằng số lượng đấu giá lớn (tính kinh tế quy mô) không mang lại sự thành công hơn cho cuộc đấu giá. Họ nhận ra rằng khối lượng đấu giá không có liên quan gì đến cuộc cạnh tranh, hay là số lượng người đấu giá. Tuy nhiên, họ ghi chú lại rằng dữ liệu của họ bao gồm một lượng lớn các loại sản phẩm khác nhau, và mức độ cạnh tranh của mỗi cuộc đấu giá cũng khác nhau. Họ đề nghị rằng những nghiên cứu tiếp theo về vấn đề này nên được tiến hành để xác định xem liệu những kết quả trên có còn như cũ khi mua bán cùng một loại hàng hóa giống nhau với cả số lượng ít lẫn nhiều. Giữ các yếu tố cạnh tranh không đổi, việc tăng khối lượng đấu giá có thể tăng sức cạnh tranh.